# Saison cyclonique 2004 dans l'océan Pacifique nord-est
La saison cyclonique 2004 dans l'océan Pacifique nord-est débutait officiellement le 1er juin 2004 et devait se terminer le 30 novembre 2004, ces dates délimitant normalement la période de l'année où se forment une majorité de cyclones tropicaux dans ce bassin océanique. La saison a réellement commencé le 22 mai et le dernier système s'est dissipé le 26 octobre 2004.
L’activité au cours de l’année est tombée légèrement en dessous de la moyenne à long terme, avec 12 tempêtes nommées, 6 ouragans et 3 ouragans majeurs, et s'est traduite par un indice d'énergie cumulative des cyclones tropicaux (ACE) de 71 unités. Elle fut remarquable en ce qu’aucun cyclone tropical ayant au moins l’intensité de tempête tropicale n'a touché à terre. L'impact pendant toute la saison a été minime et aucun décès n'a été enregistré mais trois personnes furent portées disparues.

## Résumé saisonnier
La première tempête de la saison, Agatha, s'est développée le 22 mai. Aucun cyclone tropical ne s'est développé en juin, soit en deçà de la moyenne de 2 tempêtes nommées et d'un ouragan, et aussi de la première fois depuis 1969 que ce mois a été exempt de cyclones.
La saison a pris de la vigueur en juillet et au début août, les vestiges de l'ouragan Darby ont contribué aux fortes précipitations localisées à Hawaï, provoquant de légères inondations dans les rues et les ruisseaux. Caféiers et macadamia ont également été endommagés. Le reste du mois vit seulement quelques autres faibles systèmes. Début septembre, l'ouragan Howard a provoqué d'importantes inondations dans la péninsule de Basse-Californie qui ont endommagé des terres agricoles et 393 habitations. De grandes houles ont également entraîné environ 1 000 sauvetages en Californie.
À la mi-septembre, Javier a provoqué la disparition de trois pêcheurs, contribué à atténuer une sécheresse pluriannuelle dans le sud-ouest des États-Unis et produit des précipitations record dans l'État du Wyoming. Vers la mi-octobre, la tempête tropicale Lester et la dépression tropicale Seize-E ont provoqué des inondations localisées; cette dernière peut avoir provoqué une tornade près de Culiacán, au Mexique.
L'activité est restée inférieure à la moyenne pendant le reste de la saison, avec un total de 12 tempêtes nommées, 6 ouragans et 3 ouragans majeurs par rapport à la moyenne à long terme de 16 tempêtes nommées, 9 ouragans et 3 ouragans majeurs et l'énergie cumulative des cyclones tropicaux (ACE) n'a atteint que de 71 unités.
Le cisaillement vertical du vent fut proche de la moyenne et les températures de l’océan légèrement plus chaudes que la moyenne au sud du Mexique. Cependant, des eaux anormalement froides et une masse d’air plus sèche que la moyenne existaient dans les parties centrales du Pacifique oriental et des crêtes barométriques anormalement fortes de l'Atlantique vers le nord du Mexique ont orienté la majorité des cyclones de la saison vers cette région inhospitalière. Cela a eu pour effet d'orienter tout système d'intensité de tempête tropicale ou plus fort loin des terres et à aller mourir au large.